# Rally do Cocido de 2019
El Rally do Cocido de 2019, oficialmente 24+ Rali do Cocido, fue la quinta ronda de la temporada 2019 del Campeonato de España de Rally. Se celebró del 21 al 22 de junio y contó con un itinerario de 13 que sumaban un total de 150,40 km cronometrados. También fue puntuable para la Copa Suzuki Swift y la Copa Suzuki Swift Júnior. Aunque el año anterior se celebró la 24.ª edición, la organización decidió que esta sería la 24+ en lugar de la 25º, ya que en el historial de la prueba no consta la edición número trece, en el año 2008 celebraron la edición catorce en lugar de la número trece. Como novedad este año la prueba cuenta con una categoría Legend, donde se inscribieron veintiséis pilotos con vehículos históricos.
La lista de inscritos contó con los habituales pilotos de Hyundai, Iván Ares y Surhayen Pernía; Suzuki, Joan Vinyes y Javier Pardo y con el de Citroën Pepe López que llega líder del campeonato tras vencer en Ourense y que no tenía previsto participar inicialmente en el Cocido pero finalmente decidió hacerlo al verse con opciones a luchar por el título de pilotos. Además por problemas logísticos participará con el Citroën C3 R5 de Víctor Senra en lugar de su unidad habitual.
El piloto de Citroën Pepe López que lideraba la prueba desde el tercer tramo sufrió una salida de pista en la octava especial que lo obligó a abandonar. Su puesto lo heredó Iván Ares que lideró con comodidad hasta el final marcando además el mejor tiempo en todos los tramos. El segundo puesto fue para Surhayen Pernía a más de un minuto de su compañero de equipo, si bien marcó el mejor crono en el segundo tramo y llegó a liderar momentáneamente estuvo lejos de la lucha por la victoria. El tercer cajón del podio lo ocupó Javier Pardo con el primero de los Suzuki, seguido de Joan Vinyes. En la Copa Suzuki vencía Óscar Sarabia y en la Suzuki Júnior lo hacía Aarón Zorrilla.

## Itinerario
| Día   | Tramo | Nombre                      | Distancia | Hora  | Ganador         | Tiempo | Líder rally     |
| ----- | ----- | --------------------------- | --------- | ----- | --------------- | ------ | --------------- |
| Día 1 | TC1   | Lalín (Tramo Espectáculo)   | 2.05 km   | 19:30 | Pepe López      | 1:33.6 | Pepe López      |
| Día 1 | TC2   | Lalín (Tramo Espectáculo) 2 | 2.05 km   | 19:51 | Surhayen Pernía | 1:32.6 | Surhayen Pernía |
| Día 2 | TC3   | Silleda                     | 15.20 km  | 08:30 | Iván Ares       | 9:03.8 | Pepe López      |
| Día 2 | TC4   | O Couto                     | 9.60 km   | 09:10 | Iván Ares       | 5:54.7 | Pepe López      |
| Día 2 | TC5   | Saborida                    | 14.80 km  | 09:30 | Pepe López      | 8:22.4 | Pepe López      |
| Día 2 | TC6   | Silleda 2                   | 15.20 km  | 11:35 | Iván Ares       | 8:53.3 | Pepe López      |
| Día 2 | TC7   | O Couto 2                   | 9.60 km   | 12:15 | Iván Ares       | 5:52.0 | Pepe López      |
| Día 2 | TC8   | Saborida 2                  | 14.80 km  | 12:35 | Iván Ares       | 8:16.9 | Iván Ares       |
| Día 2 | TC9   | Saborida 3                  | 14.80 km  | 15:20 | Iván Ares       | 8:22.3 | Iván Ares       |
| Día 2 | TC10  | Vila de Cruces              | 11.20 km  | 16:20 | Iván Ares       | 6:43.6 | Iván Ares       |
| Día 2 | TC11  | Rodeiro - Dozón             | 14.95 km  | 17:25 | Iván Ares       | 8:55.4 | Iván Ares       |
| Día 2 | TC12  | Vila de Cruces 2            | 11.20 km  | 19:30 | Iván Ares       | 7:09.8 | Iván Ares       |
| Día 2 | TC13  | Rodeiro - Dozón 2 (TC+)     | 14.95 km  | 20:35 | Iván Ares       | 8:57.7 | Iván Ares       |

## Clasificación final
| Pos.                     | Piloto                    | Copiloto                  | Automóvil              | Tiempo    | Diferencia |         |
| General                  | General                   | General                   | General                | General   | General    | General |
| ------------------------ | ------------------------- | ------------------------- | ---------------------- | --------- | ---------- | ------- |
| 1.                       | Iván Ares                 | David Vázquez             | Hyundai i20 R5         | 1:29:58.0 | 0.0        |         |
| 2.                       | Surhayen Pernía           | Alba Sánchez              | Hyundai i20 R5         | 1:31:01.2 | +1:03.2    |         |
| 3.                       | Javier Pardo              | Adrián Pérez Fernández    | Suzuki Swift Sport R+  | 1:31:36.7 | +1:38.7    |         |
| 4.                       | Joan Vinyes               | Jordi Mercader            | Suzuki Swift Sport R+  | 1:32:07.6 | +2:09.6    |         |
| 5.                       | Félix Macias              | Mónica Álvarez Figueroa   | Subaru Impreza STi N15 | 1:36:59.7 | +7:01.7    |         |
| 6.                       | Óscar Sarabia             | Juan A. Dertiano          | Suzuki Swift Sport     | 1:39:45.7 | +9:47.7    |         |
| 7.                       | David Cortés              | Rubén Soto                | Suzuki Swift Sport     | 1:41:04.9 | +11:06.9   |         |
| 8.                       | Juan Carlos Castro Maroño | Brais Mirón Carnés        | Suzuki Swift Sport     | 1:41:22.3 | +11:24.3   |         |
| 9.                       | José Fernando Rico        | Noel Claro Portas         | Suzuki Swift Sport     | 1:41:39.0 | +11:41.0   |         |
| 10.                      | Daniel Castro Rodríguez   | Andrea Lamas              | Peugeot 208 R2         | 1:41:57.0 | +11:59.0   |         |
| Copa Suzuki Swift        |                           |                           |                        |           |            |         |
| 1. (6.)                  | Óscar Sarabia             | Juan A. Dertiano          | Suzuki Swift Sport     | 1:39:45.7 | 0.0        |         |
| 2. (7.)                  | David Cortés              | Rubén Soto                | Suzuki Swift Sport     | 1:41:04.9 | +1:19.2    |         |
| 3. (8.)                  | Juan Carlos Castro Maroño | Brais Mirón Carnés        | Suzuki Swift Sport     | 1:41:22.3 | +1:36.6    |         |
| Copa Suzuki Swift Júnior |                           |                           |                        |           |            |         |
| 1. (12.)                 | Aarón Zorrilla            | Jairo Gómez Pardo         | Suzuki Swift Sport     | 1:42:03.0 | 0.0        |         |
| 2. (13.)                 | José Manuel Lamela Lojo   | Alejandro López Fernández | Suzuki Swift Sport     | 1:42:06.5 | +3.5       |         |
| 3. (14.)                 | Pablo Medina              | Daniel Hernández          | Suzuki Swift Sport     | 1:42:10.8 | +7.8       |         |